# Городовик
Городовик — деревня в Дедовичском районе Псковской области России. Входит в состав Вязьевской волости.
Расположена на юго-востоке района, в 22 км к юго-востоку от районного центра Дедовичи.

## Население
| 2001 | 2002 | 2010 |
| ---- | ---- | ---- |
| 295  | ↘250 | ↘196 |

Численность населения деревни по оценке на начало 2001 года составляла 295 жителей.

## История
До апреля 2015 года деревня входила в состав ныне упразднённой Сосонской волости.